# Ліліан Рассел (фільм, 1940)
«Ліліан Рассел» (англ. Lillian Russell) — американський біографічний мюзикл режисера Ірвінга Каммінгса 1940 року. Сценарій написав Вільям Ентоні МакҐвайр, а продюсером є Дерріл Ф. Занук. У головній ролі зіграли Еліс Фей, Дон Амічі, Генрі Фонда та Едвард Арнольд у ролі Діамантового Джима Брейді.
Річард Дей та Джозеф К. Райт були номіновані на премію «Оскар» за найкращу чорно-білу режисуру.

## Сюжет
Фільм розповідає про історію життя однієї з найпопулярніших актрис та співачок кінця 19-ого та початку 20-ого століття, відомої своєю красою, стилем і голосом Лілліан Расселл, уродженої Елен Луїза Леонард. Вона народилася в місті Клінтон, штат Айова в сім'ї Чарлі Леонарда — власника газетного бізнесу та Сінтії Леонард.
У вісімнадцять років вона з матір'ю переїжджає в Нью-Йорк, де мати очолює рух феміністок і починає вести активну боротьбу за пост мера міста, але зазнає невдачі на виборах. Тим часом кар'єра дочки йде в гору. Завдяки старанням бабусі дівчина бере уроки у відомого викладача співу Леопольда Дамроше. Одного разу її голос почув знаменитий імпресаріо Тоні Пастор, вражений її голосом і красою, він негайно запрошує її грати у свій театр на Бродвеї під новим ім'ям Лілліан Расселл.
У мить ока, незважаючи на негативне ставлення матері до її професії, молода леді стає найвідомішою співачкою Нью-Йорка. Дівчина оточена увагою шанувальників і меценатів, серед яких мільйонери Джессі Льюїсон і легендарний Алмаз Джим Бреді. Але серце дівчини належить тільки одному чоловікові — композитору Едварду Соломону.

## У ролях
- Еліс Фей — Ліліан Расселл
- Дон Амічі — Едвард Соломон
- Генрі Фонда — Александр Мур
- Едвард Арнольд — Алмаз Джим Бреді
- Воррен Вільям — Відомий Дж. Л.
- Лео Каррільо — Тоні Пастор
- Гелен Вестлі — бабуся Леонарда
- Дороті Петерсон — Синтія Леонард
- Ернест Трукс — Чарльз К. Леонард
- Найджел Брюс — Вільям Гільберт
- Лінн Барі — Една Маккоулі